# Sciophila severa
Sciophila severa är en tvåvingeart som beskrevs av Oskar Augustus Johannsen 1910. Sciophila severa ingår i släktet Sciophila och familjen svampmyggor.
Artens utbredningsområde är New York. Inga underarter finns listade i Catalogue of Life.